# Parathuramminida
Parathuramminida es un orden de foraminíferos (clase Foraminiferea, o Foraminifera), cuyos taxones han sido tradicionalmente incluidos en el suborden Fusulinina del orden Foraminiferida, o bien en el Orden Fusulinida de la Clase Foraminifera. Su rango cronoestratigráfico abarca desde el Silúrico superior hasta la Djulfiense (Pérmico superior).

## Discusión
Algunas clasificaciones más recientes incluyen Parathuramminida en el suborden Parathuramminina, del orden Parathuramminida, de la subclase Afusulinina y de la clase Fusulinata.

## Clasificación
Parathuramminida incluye a las siguientes superfamilias:
- Superfamilia Irregularinoidea
- Superfamilia Parathuramminoidea